# Sebastián Elorza
Pour les articles homonymes, voir Elorza.
Sebastián Elorza Uría (né le 17 janvier 1939 à Azkoitia,) est un coureur cycliste espagnol, professionnel de 1964 à 1971.

## Palmarès
- 1961
  - 2e du championnat d'Espagne sur route amateurs
- 1962
  - Classique d'Ordizia
  - 4ea étape du Circuito Montañés
  - 2e de la Prueba Loinaz
  - 2e du championnat d'Espagne des régions
  - 3e du Circuito Montañés
  - 3e du Tour de La Rioja
- 1963
  - 2e du Trofeo Masferrer
- 1964
  - Circuit de Getxo
  - 6e étape du Tour du Levant
  - 2e du championnat d'Espagne des régions
  - 3e du GP Ayutamiento de Bilbao
  - 3e du GP Llodio
  - 3e du championnat d'Espagne de la montagne
- 1965
  - Gran Premio de la Bicicleta Eibarresa :
    - Classement général
    - 1re étape

  - 3e du Tour du Levant
- 1966
  - 2e de Barcelone-Andorre
- 1969
  - 1re étape du Tour de La Rioja

## Résultats sur les grands tours

### Tour de France
6 participations
- 1963 : 36e
- 1964 : 23e
- 1965 : 26e
- 1966 : 31e
- 1967 : abandon (13e étape)
- 1968 : 38e

### Tour d'Espagne
5 participations
- 1963 : 20e
- 1964 : 11e
- 1965 : 17e
- 1966 : 11e
- 1968 : 25e

### Tour d'Italie
1 participation
- 1967 : 45e